# Хан, Карим Ахмад
Карим Асад Ахмад Хан (англ. Karim Ahmad Khan; род. 30 марта 1970, Эдинбург, Шотландия) — британский юрист, специализирующийся на международном уголовном праве и международном праве прав человека, прокурор Международного уголовного суда с 16 июня 2021 года.
После своего назначения Генеральным секретарём Организации Объединённых Наций Антониу Гутерришем он занимал пост помощника Генерального секретаря Организации Объединённых Наций и выступал в качестве Специального советника и главы Следственной группы Организации Объединённых Наций для содействия привлечению к ответственности за преступления, совершенные ИГИЛ (ДАИШ) в Ираке (ЮНИТАД), которая была создана в соответствии с резолюцией 2379 (2017) Совета Безопасности для поддержки национальных усилий по привлечению ИГИЛ к ответственности за действия, которые могут быть приравнены к военным преступлениям, геноциду и преступлениям против человечности в Ираке. Находится под санкциями Соединённых Штатов Америки

## Биография
Карим Ахмад Хан родился в Эдинбурге, Шотландия, Великобритания.
Он относится к ахмадийской вере. Хан Карим Ахмад – «практикующий мусульманин», который в публичных заявлениях нередко цитирует Коран.

#### Образование и начало карьеры
Получив образование в Silcoates School, Хан получил степень магистра права и AKC в Королевском колледже Лондона. В 1992 году Линкольнс-Инн вызвал его в коллегию адвокатов Англии и Уэльса. Позже он поступил в Вольфсон Колледж Оксфордского университета в качестве кандидата юридических наук (D.Phil.), хотя он не закончил курс и не имеет докторской степени. С 1993 по 1996 год Хан был королевским прокурором в Королевской прокурорской службе Англии и Уэльса, а также старшим королевским прокурором в 1995 году.

#### Карьера в области международного права
С 1997 года Хан работал сотрудником по правовым вопросам в Канцелярии обвинителя Международного уголовного трибунала по бывшей Югославии (МТБЮ) в период с 1997 по 1998 год. Позже он работал юрисконсультом в Канцелярии обвинителя Международного уголовного трибунала по Руанде (МУТР) до 2000 года.
В период с 2006 по 2007 год Хан был ведущим адвокатом защиты бывшего президента Либерии Чарльза Тейлора в Специальном суде по Сьерра-Леоне.
Хан провёл несколько лет, ведя дела в Международном уголовном суде (МУС), Международном уголовном трибунале по бывшей Югославии, Международном уголовном трибунале по Руанде, Чрезвычайных палатах в судах Камбоджи (ЧПСК) и Специальном трибунале по Ливану (СТЛ). В 2008 году был назначен ведущим адвокатом бывшей журналистки Le Monde Флоренс Хартманн, которая была главным представителем МТБЮ и прокурора МУТР Карлы дель Понте, когда ей было предъявлено обвинение в неуважении к суду. В период с 2008 по 2010 год он был привлечен в качестве ведущего адвоката в МУС, представляя лидера суданских повстанцев Бахра Идрисса Абу Гарда, первого подозреваемого МУС, который добровольно сдался юрисдикции Суда. В январе 2011 года ему было поручено в качестве ведущего адвоката представлять Фрэнсиса Мутауру в МУС в связи с насилием после выборов в 2007—2008 годах. Позже он был ведущим адвокатом заместителя президента Кении Уильяма Руто в МУС и ведущим адвокатом заместителя премьер-министра Косово Фатмира Лимая в Суде EULEX в Косово с 2014 по 2017 год. Он также служил ведущим адвокатом Саифа аль-Ислама Каддафи и Багдади Махмуди в МУС.
Хан представлял группу англоязычных адвокатов по правам человека, обвиняемых в терроризме и других преступлениях, в Военном суде в Яунде, Камерун, в качестве международного адвоката с февраля 2017 по сентябрь 2017 года. Он возглавлял группу, которая консультировала общины чама и албанцев в связи с их высылкой из Греции и последующей экспроприацией собственности после Второй мировой войны. Он был ведущим адвокатом по крупному делу жертв в Сьерра-Леоне, возникшему в результате вмешательства ЭКОМОГ в 1999—2002 годах, и он представлял интересы более 100 000 заявителей-жертв из общин кипсиги и талай в Кении, добивающихся возмещения ущерба за предполагаемые нарушения прав человека, совершенные в колониальный период.
До июня 2021 года Хан базировался в Багдаде, Ирак, и занимал должность Специального советника и главы следственной группы Следственной группы Организации Объединённых Наций по содействию привлечению к ответственности за преступления, совершенные ИГИЛ в Ираке (ЮНИТАД), учрежденной в соответствии с резолюцией 2379 (2017) Совета Безопасности. Хан руководил командой в выполнении её мандата по сбору, хранению и сохранности доказательств, связанных с преступлениями, совершенными ИГИЛ; содействие привлечению к ответственности во всем мире за преступления, совершенные ИГИЛ; работать с выжившими в знак признания их заинтересованности в привлечении к ответственности за преступления, которым они подверглись; уважать суверенитет правительства Ирака при проведении этого расследования.
Хан встречался с правительственными, религиозными и общинными лидерами по всему Ираку в рамках своего мандата в ЮНИТАД.
12 февраля 2021 года Хан был избран главным прокурором Международного уголовного суда на девятилетний срок в ходе второго тура голосования, получив голоса 72 из 123 государств-членов (необходимо 62). Хан был третьим главным обвинителем, избранным в истории МУС, и первым, избранным тайным голосованием. Кандидатура Хана была выдвинута Соединённым Королевством. Он вступил в должность 16 июня 2021 года, сменив Фату Бенсуду.
В сентябре 2021 года он возобновляет расследование преступлений, совершённых Талибаном и Исламским государством в Хорасане в Афганистане, которое было приостановлено весной 2020 года по просьбе правительства Кабула. С другой стороны, прокурор решает «отложить в сторону приоритеты» расследований, связанных с военными преступлениями в Афганистане, совершенными международными силами, особенно США, с 2003 года. Он оправдывает этот выбор ограниченными финансовыми возможностями МУС.
В апреле 2022 года Хан сказал о российском вторжении в Украину: «У нас есть разумные основания полагать, что совершаются преступления, подпадающие под юрисдикцию суда». Одиннадцать месяцев спустя он успешно подал заявку на два ордера на арест, в которых утверждалось, что Владимир Путин и Мария Львова-Белова нарушили два правила Римского статута, запрещающие систематическую депортацию, передачу и захват заложников.
В марте 2023 года Следственный комитет России возбудил уголовное дело в отношении прокурора Международного уголовного суда (МУС) в Гааге Карима Ахмад Хана. «В действиях прокурора Международного уголовного суда содержатся признаки преступлений, предусмотренных ч. 2 ст. 299, ч. 1 ст. 30, ч. 2 ст. 360 УК РФ: привлечение заведомо невиновного к уголовной ответственности, соединённое с незаконным обвинением лица в совершении тяжкого или особо тяжкого преступления, а также приготовление к нападению на представителя иностранного государства, пользующегося международной защитой, с целью осложнения международных отношений», — говорится в сообщении СК. В ведомстве подчеркнули, что уголовное преследование российского президента и детского омбудсмена носит незаконный характер, так как оснований для их привлечения к уголовной ответственности не имеется. «В соответствии с Конвенцией о предотвращении и наказании преступлений против лиц, пользующихся международной защитой, от 14.12.1973, главы государств пользуются абсолютным иммунитетом от юрисдикции иностранных государств».
20 мая 2024 года Карим Хан в рамках обвинений в военных преступлениях, совершенных в ходе вторжения ХАМАС в Израиль и войны в Газе, попросил Международный уголовный суд выдать ордер на арест премьер-министра Израиля Биньямина Нетаньяху, министра обороны Израиля Йоава Галанта и трёх лидеров палестинской исламистской вооружённой организации ХАМАС: Яхьи Синвара, Мухаммада Дейфа и Исмаила Хании.
8 ноября 2024 года агентство Reuters сообщило о том, что руководство МУС начинает расследование в отношении Карима Хана из-за подозрений в сексуальных домогательствах. Во внутреннем документе, распространенном среди государств-членов МУС, Хану на время расследования было предложено отказаться от своей роли в суде по военным преступлениям.

## Санкции
13 февраля 2025 года Министерством финансов США были введены санкции против Карима Хана. Это последовало за указом президента США Дональда Трампа от 6 февраля 2025 года о введении санкций против должностных лиц МУС за выдачу ими ордера на арест Нетаньяху и Галанта в связи с обвинением в военных преступлениях в секторе Газа. В указе американского президента говорится, что «МУС злоупотребил своими полномочиями, выдав необоснованные ордера на арест премьер-министра Израиля Биньямина Нетаньяху и бывшего министра обороны Йоава Галанта». 

## Другие виды деятельности
С 1996 по 1997 год Хан был членом Юридической комиссии Англии и Уэльса. Он является пожизненным членом Института прав человека, Международной ассоциации юристов и директором-основателем Инициативы мира и справедливости, базирующейся в Гааге неправительственной организации, занимающейся эффективным применением Римского статута Международного уголовного суда на национальном уровне.
До 2018 года Хан был членом исполнительного совета и комитета потерпевших Ассоциации адвокатов Международного уголовного суда, а с июня 2017 по июнь 2018 года он был президентом ICCBA. В конце своего пребывания в должности Хан был назначен первым почётным президентом ICCBA. В июле 2018 года он был признан всемирным послом Африканской ассоциации адвокатов.
Хан был назначен советником королевы в 2011 году. Он является членом лондонской организации Temple Garden Chambers.

## Личная жизнь
- Отец Хана, консультант-дерматолог, родился в Мардане, Британская Индия (ныне Пакистан)[29].
- Его мать, дипломированная медсестра (англ. Registered nurse), родилась в Великобритании[30].
- У него есть сестра и два брата[31], один из которых — бывший член парламента Великобритании от консервативной партии Имран Ахмад Хан. Бывший депутат Палаты общин британского парламента от правящей Консервативной партии Имран Ахмад Хан был приговорен к полутора годам тюрьмы за сексуальное домогательство в отношении 15-летнего подростка. Об этом сообщила  вещательная корпорация Би-би-си. Оглашая приговор, судья Королевского суда лондонского района Саутуарк Джереми Бейкер отметил, что юноша, которого Хан пытался напоить алкоголем и склонить к сексу на вечеринке в 2008 году, "получил серьезную психологическую травму". При этом судья указал на отсутствие отягчающих обстоятельств, при наличии которых экс-парламентарий мог бы получить более суровое наказание.  В ходе слушания было подчеркнуто, что подсудимый не продемонстрировал каких-либо признаков раскаяния. "Вы ощущаете жалость лишь к самому себе из-за того, что оказались в этой ситуации из-за действий, которые совершили 14 лет назад", - заявил Бейкер, слова которого приводит Би-би-си.